# Sonate K. 373
La sonate K. 373 (F.319/L.98) en sol mineur est une œuvre pour clavier du compositeur italien Domenico Scarlatti.

## Présentation
La sonate K. 373, en sol mineur, notée Presto è fugato, forme une paire avec la sonate précédente. Les motifs sont tous repris en imitation canonique, à l'octave, sauf pendant les marches harmoniques modulantes. Le terme fugato du titre est trompeur, car il se réfère moins au procédé d'écriture qu'au tempo et au caractère animé de la pièce. Le sens est métaphorique, les voix ne cessant de se « poursuivre ».

## Manuscrits
Le manuscrit principal est le numéro 16 du volume VIII (Ms. 9779) de Venise (1754), copié pour Maria Barbara ; les autres sont Parme X 16 (Ms. A. G. 31415), Münster IV 53 (Sant Hs 3967) et Vienne B 53 (VII
28011 B). En outre se trouvent des copies conservées à Cambridge, manuscrit 32 F 12 (no 7) et à la Morgan Library, ID 316355, Cary 703 (no 61).

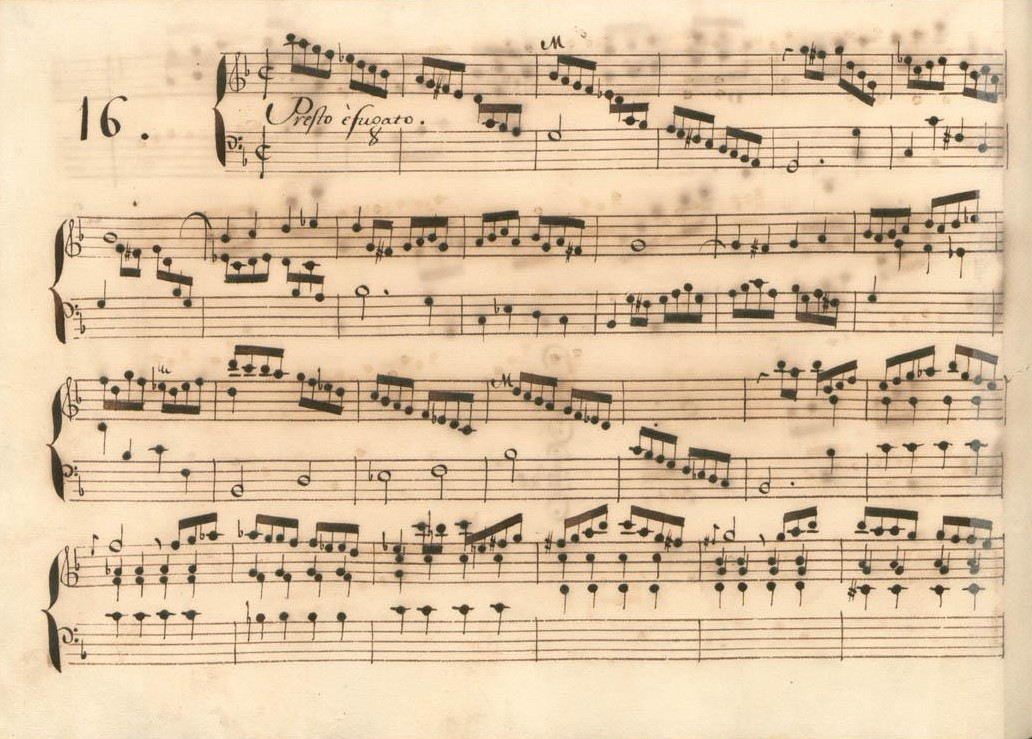
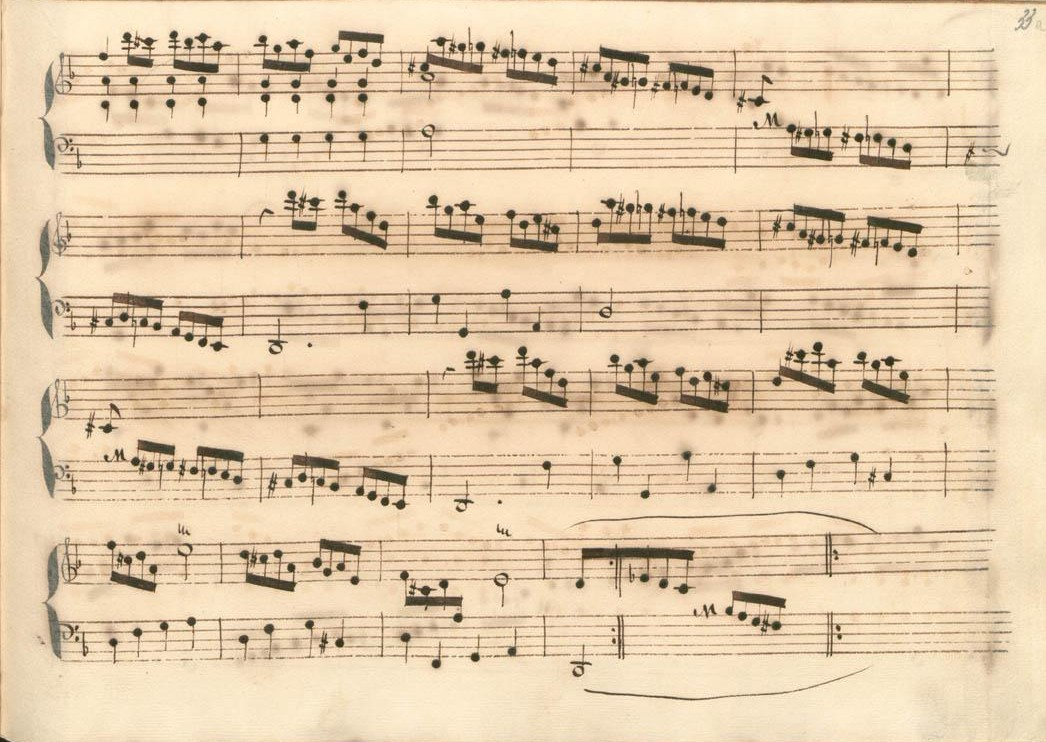
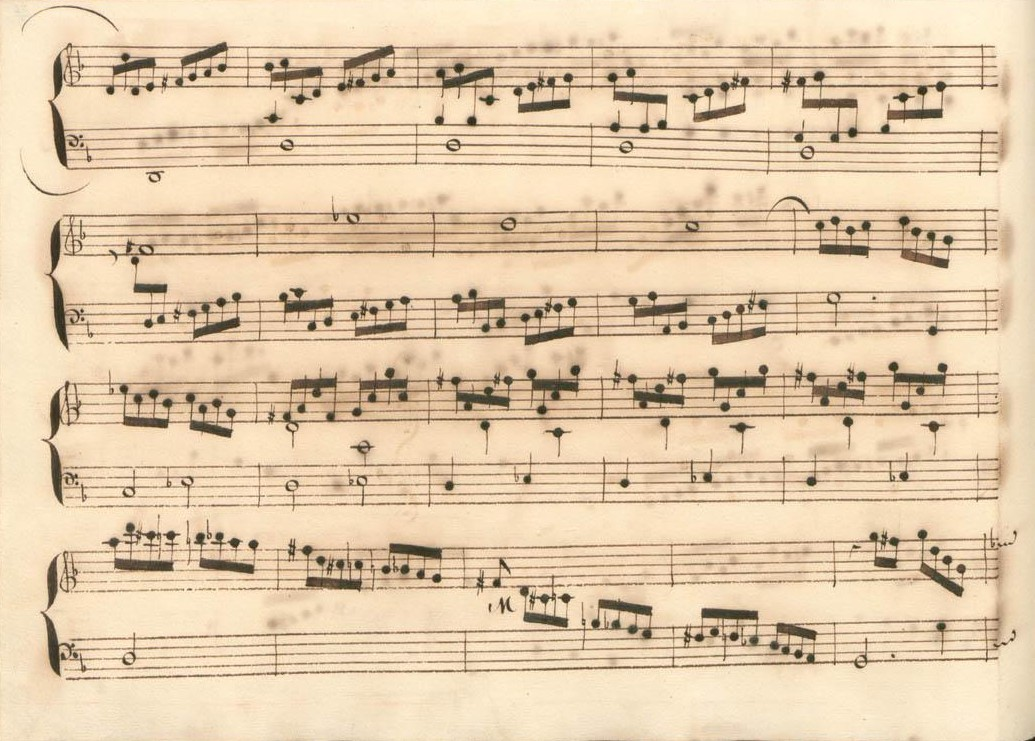
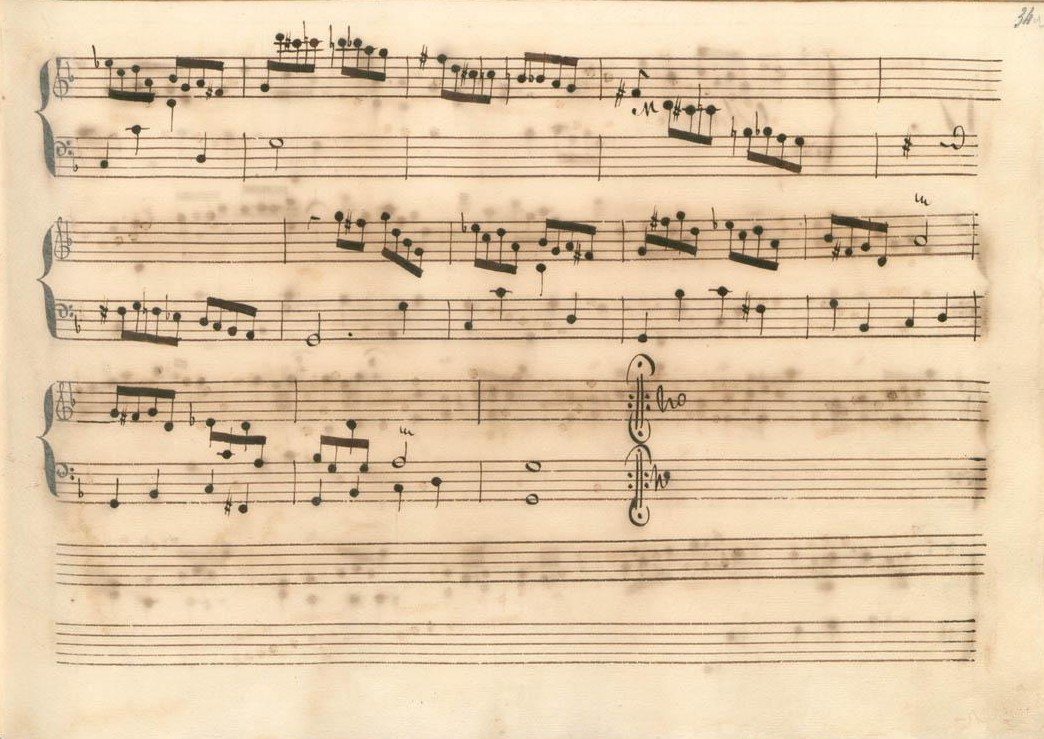

## Interprètes
La sonate K. 373 est défendue au piano, notamment par Alice Ader (2010, Fuga Libera), Carlo Grante (2013, Music & Arts, vol. 4), Ievgueni Soudbine (2015, BIS) et Goran Filipec (2017, vol. 19  Naxos 8.573590) ; au clavecin par Scott Ross (1985, Erato), Richard Lester (2003, Nimbus, vol. 3) et Pieter-Jan Belder (Brilliant Classics, vol. 9). Martin Souter l'interprète sur un pianoforte Cristofori 1720 (2014, The Gift of Music).

## Sources
: document utilisé comme source pour la rédaction de cet article.
- Ralph Kirkpatrick (trad. de l'anglais par Dennis Collins), Domenico Scarlatti, Paris, Lattès, coll. « Musique et Musiciens », 1982 (1re éd. 1953 (en)), 493 p. (ISBN 978-2-7096-0118-4, OCLC 954954205, BNF 34689181).
- Alain de Chambure, « Domenico Scarlatti : Intégrale des sonates — Scott Ross », Erato (2564-62092-2), 1985 (OCLC 891183737) .
- (en) Carlo Grante, « Domenico Scarlatti, intégrale des sonates pour clavier (vol. 4) », Music & Arts (CD-1293), 2016 (OCLC 1020680576) .
- (es) Celestino Yáñez Navarro (thèse), Nuevas aportaciones para el estudio de las sonatas de Domenico Scarlatti. Los manuscritos del Archivo de Música de las Catedrales de Zaragoza, Universitat Autònoma de Barcelona, 2016 (lire en ligne).